# Feelin' So Good (Jennifer Lopez)
Feelin' So Good è un singolo della cantante statunitense Jennifer Lopez, quarto estratto dal suo album di debutto On the 6. Pubblicato il 25 gennaio 2000, la canzone prevede la partecipazione di Big Pun e Fat Joe.

## Video musicale
Il video per Feelin' So Good è stato diretto da Paul Hunter nel Bronx nel 1999. Il video comincia con la Jennifer sdraiata sul letto che risponde alla telefonata di Big Pun e Fat Joe. Dopo aver riattaccato la cornetta, la Lopez comincia a cantare. Jennifer Lopez spiega letteralmente una parte del ritornello del brano che dice: "Everything is going right" ("tutto sta andando bene"), trovando soldi per la strada. Alla fine del video la Lopez raggiunge i due rapper in un locale.

## Tracce
- U.S. maxi CD single

1. "Feelin' So Good" (Album version featuring Big Pun and Fat Joe)
2. "Feelin' So Good" (Bad Boy single mix featuring Big Pun and Fat Joe)
3. "Feelin' So Good" (Thunderpuss radio mix)
4. "Feelin' So Good" (HQ2 radio mix)
5. "Feelin' So Good" (Matt & Vito's club mix)
6. "Feelin' So Good" (HQ2 club mix)
7. "Feelin' So Good" (Thunderpuss club mix)
8. "Feelin' So Good" (Bad Boy mix featuring P. Diddy and G. Dep)

## Classifiche
| Classifica (2000) | Posizione massima |
| ----------------- | ----------------- |
| Australia         | 20                |
| Belgio (Fiandre)  | 42                |
| Belgio (Vallonia) | 24                |
| Canada            | 7                 |
| Paesi Bassi       | 32                |
| Germania          | 39                |
| Nuova Zelanda     | 11                |
| Svezia            | 58                |
| Svizzera          | 22                |
| Regno Unito       | 15                |
| Stati Uniti       | 51                |